# Po sledam bremenskich muzykantov
Po sledam bremenskich muzykantov (in russo По следам бременских музыкантов?, lett. Sulle tracce dei musicanti di Brema) è un cortometraggio d'animazione sovietico del 1973. Si tratta del sequel de I musicanti di Brema.